# Phellinus luteofulvus
Phellinus luteofulvus är en svampart som först beskrevs av Cleland & Rodway, och fick sitt nu gällande namn av Leif Ryvarden 1972. Phellinus luteofulvus ingår i släktet Phellinus och familjen Hymenochaetaceae.   Inga underarter finns listade i Catalogue of Life.